# Clinton (Illinois)
Clinton es una ciudad ubicada en el condado de DeWitt en el estado estadounidense de Illinois. En el Censo de 2010 tenía una población de 7225 habitantes y una densidad poblacional de 825,08 personas por km².

## Geografía
Clinton se encuentra ubicada en las coordenadas 40°8′48″N 88°57′45″O / 40.14667, -88.96250. Según la Oficina del Censo de los Estados Unidos, Clinton tiene una superficie total de 8.76 km², de la cual 8.76 km² corresponden a tierra firme y (0%) 0 km² es agua.

## Demografía
Según el censo de 2010, había 7225 personas residiendo en Clinton. La densidad de población era de 825,08 hab./km². De los 7225 habitantes, Clinton estaba compuesto por el 95.47% blancos, el 0.87% eran afroamericanos, el 0.18% eran amerindios, el 0.4% eran asiáticos, el 0.06% eran isleños del Pacífico, el 1.54% eran de otras razas y el 1.48% pertenecían a dos o más razas. Del total de la población el 3.14% eran hispanos o latinos de cualquier raza.